# Тршки Врх
Тршки Врх је насељено место у саставу града Крапине у Крапинско-загорској жупанији, Хрватска. До територијалне реорганизације у Хрватској налазио се у саставу старе општине Крапина.

## Становништво
На попису становништва 2011. године, Тршки Врх је имао 399 становника.

## Попис1991.
На попису становништва 1991. године, насељено место Тршки Врх је имало 376 становника, следећег националног састава:
| Попис 1991.‍ | Попис 1991.‍ | Попис 1991.‍ | Попис 1991.‍ | Попис 1991.‍ |
| ----------- | ----------- | ----------- | ----------- | ----------- |
|             |             |             |             |             |
| Хрвати      | Хрвати      |             | 373         | 99,20%      |
| Руси        | Руси        |             | 1           | 0,26%       |
| Словенци    | Словенци    |             | 1           | 0,26%       |
| Срби        | Срби        |             | 1           | 0,26%       |
| укупно: 376 |             |             |             |             |